# Pałac Tiele-Wincklerów w Miechowicach
Pałac Tiele-Wincklerów w Miechowicach (niem. Schloss Miechowitz) – pałac z XIX wieku w Bytomiu, którego oficyna i inne pozostałości wraz z parkiem pałacowym zostały wpisane do rejestru zabytków nieruchomych województwa śląskiego.
Pałac został wzniesiony na początku XIX wieku, przebudowano go w stylu neogotyckim (styl Tudorów). Przez blisko 100 lat pozostawał w posiadaniu Tiele-Wincklerów. W 1945 roku gmach został spalony, a zniszczone pozostałości z wyjątkiem oficyny zostały wysadzone w powietrze w 1954 roku.

## Historia pałacu

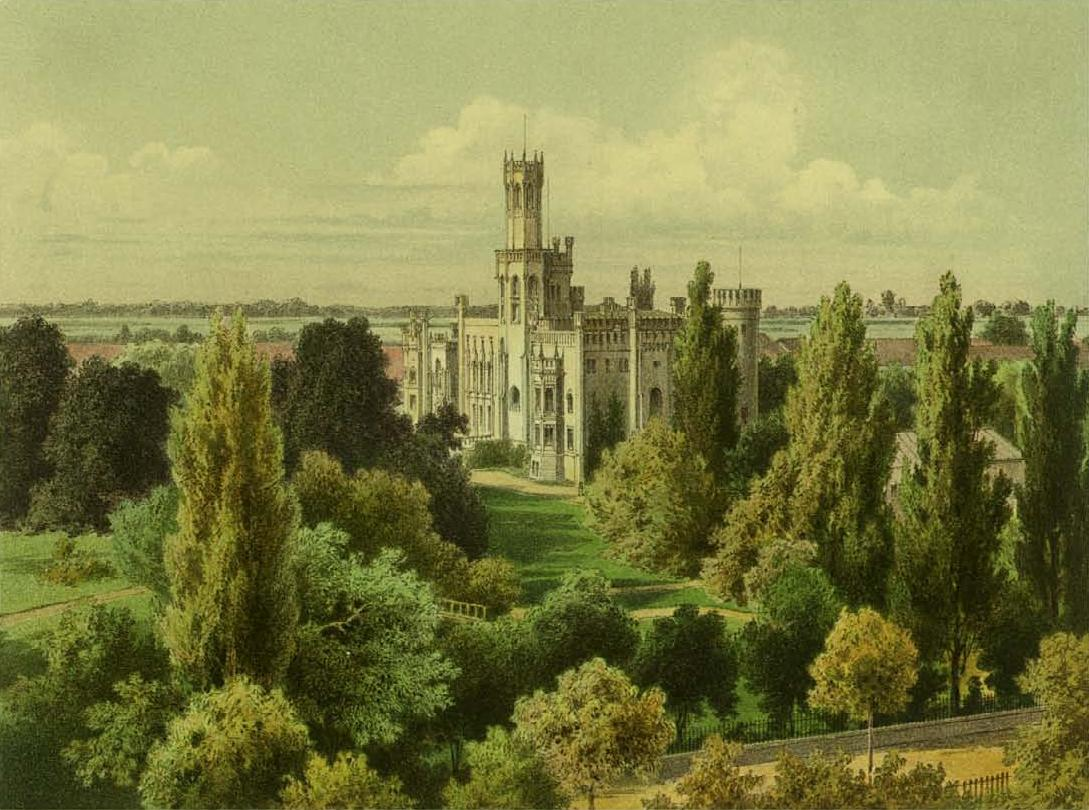
Pałac w Miechowicach, praca Alexandra Dunckera, druga połowa XIX wieku

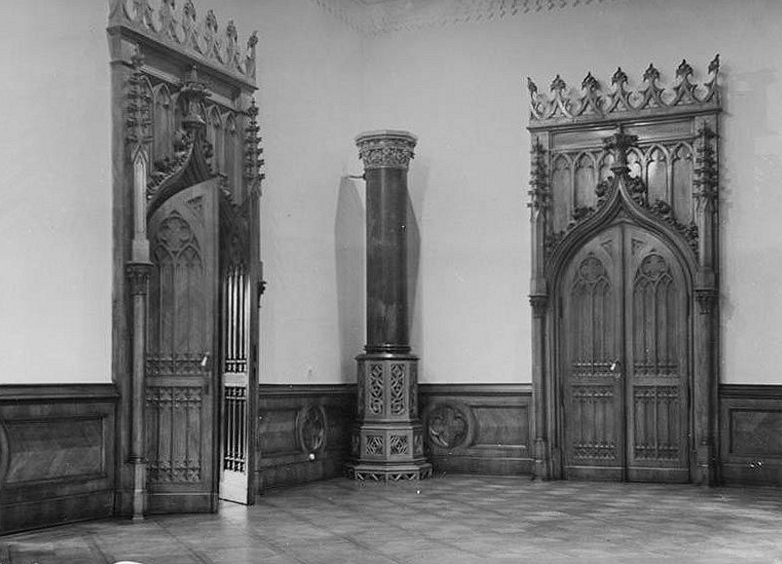
Wnętrze jednej z sal pałacu w Miechowicach (przed 1946)

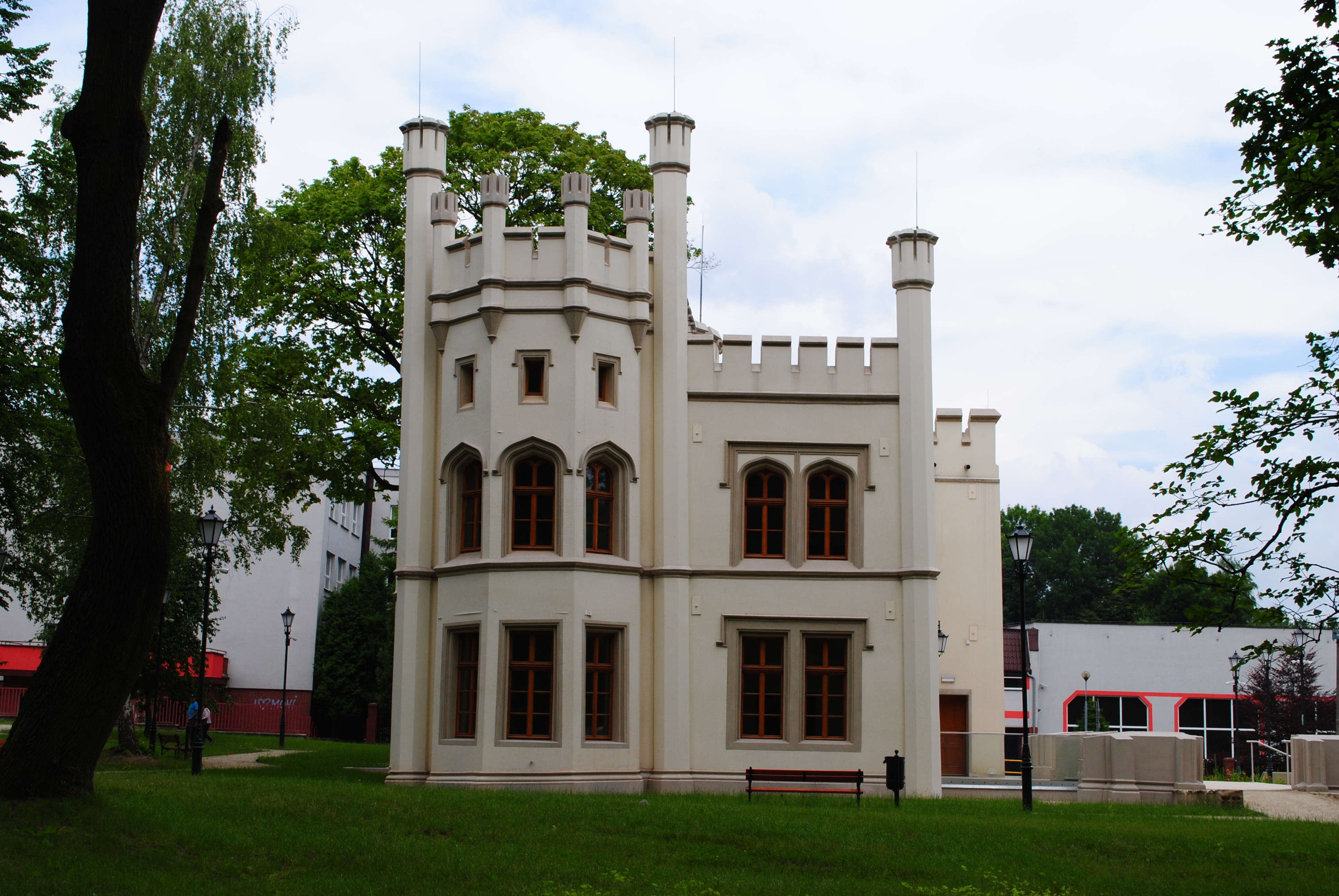
Zrewitalizowana oficyna pałacu w Miechowicach (2021)

Budowa pałacu rozpoczęła się w 1812 roku i trwała do roku 1817. Inicjatorem budowy był kupiec Ignatz Domes, który w 1812 roku kupił wieś Miechowice. Pałac był prezentem dla córki Domesa – Marii i został wybudowany w stylu klasycystycznym.
Rok 1819 to początek kolejnej epoki w dziejach miechowickiego pałacu. Przybył wówczas na Górny Śląsk 16-letni wówczas Franz Winckler i podjął pracę jako górnik. Dzięki pracowitości i zdolnościom został on po kilku latach pełnomocnikiem Franciszka Aresina, męża Marii Domes. W 1831 roku Franciszek Aresin zmarł, a w rok później epidemia zabrała żonę Franza Wincklera i jego starszą córkę Marię. Winckler ożenił się z o 14 lat od siebie starszą, ale za to posiadającą znaczny majątek właścicielką miechowickiego pałacu – Marią Aresin (maj 1833 roku lub 12 czerwca 1832 roku – według różnych źródeł).
Franz Winckler znacznie przebudował pałac po roku 1844, kiedy Miechowice nawiedziła trąba powietrzna, która zerwała między innymi dach pałacu. Przy okazji odbudowy rozbudowano pałac w stylu negotyckim, inspirowanym XVI-wiecznym angielskim gotykiem (styl Tudorów).
Kolejna przebudowa miała miejsce około 1860 roku. Dobudowano wówczas prawe i lewe skrzydło pałacu, który był już wówczas własnością córki Franza Wincklera z pierwszego małżeństwa – Waleski von Winckler i jej męża Huberta von Tiele.
Postacią silnie związaną z historią Miechowic i miechowickiego pałacu jest córka Waleski von Winckler i Huberta von Tiele – Ewa von Tiele Winckler znana jako Matka Ewa, która spędziła w nim dzieciństwo.
Pałac pozostawał własnością rodziny Tiele-Winckler do roku 1925, kiedy hrabia Claus-Hubert von Tiele-Winckler sprzedał go spółce akcyjnej Preussengrube AG, zarządzającej miejscową kopalnią węgla kamiennego Preussen.
27 stycznia 1945 wojska radzieckie rozgrabiły i spaliły pałac. Wypalone mury pałacu wysadzono w powietrze w roku 1954. Do dziś pozostała jedynie pałacowa oficyna (do 2019 roku w stanie ruiny) i park otaczający budowlę. Niewielki pagórek przy ruinach oficyny kryje pozostałości samego pałacu. W 2019 roku przeprowadzono rewitalizację ocalałej oficyny pałacu, która ma być wykorzystywana na cele kulturalne.

### Park

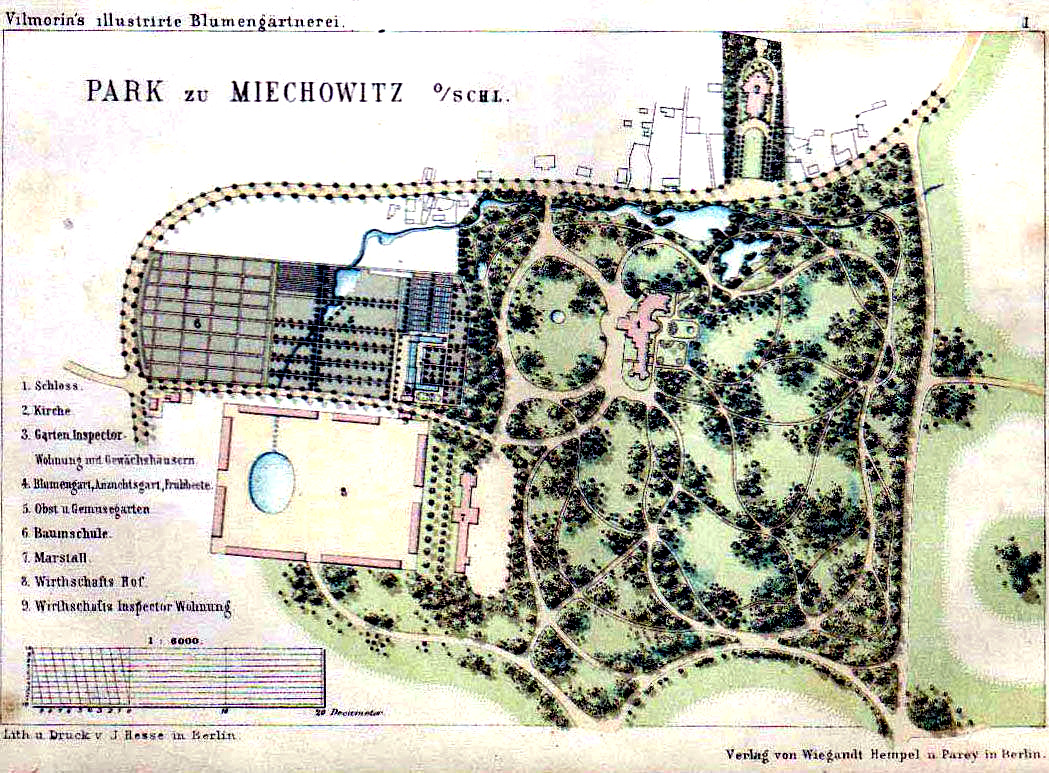
Plan parku pałacowego z lat 70. XIX wieku

Park pałacowy Tiele-Wincklerów (Park Ludowy, od 26 lutego 2024 roku Park Tiele-Wincklerów) ukształtowany został na początku XIX wieku w typie ogrodu krajobrazowego. W połowie XIX wieku park poszerzono zachowując dotychczasowy układ kompozycyjny. Od 1995 roku park wraz z układem kompozycyjnym, ruiną oficyny pałacowej i pozostałościami pałacu objęty jest ochroną konserwatorską przez wpis do rejestru zabytków. Obecnie stanowi on własność miasta Bytomia.